# Subaru Impreza WRX STi
La Subaru Impreza WRX STi è la versione più sportiva del modello Impreza, prodotta dalla casa giapponese Subaru a partire dal 1994.

## Descrizione
Derivante dalla versione da rally, la Subaru Impreza WRX STi è la versione stradale "meno cattiva" ma ugualmente grintosa.
La versione prodotta dal 2003 al 2005 montava un motore di 1.994 centimetri cubici di cilindrata che sviluppava 265 cavalli.
In questo arco di tempo fu prodotta anche una versione speciale dell'Impreza WRX Sti, ovvero dotata di differenziale DCCD.
Lo scopo di questa versione speciale era di celebrare la vittoria nel 2003 di Petter Solberg nel mondiale rally con questa vettura.
A fine 2005, in previsione del 2006 e di conseguenza anche del mondiale rally è stato presentato il nuovo modello, che presenta varie differenze rispetto al vecchio. Innanzitutto si è attuato un restyling che ha toccato soprattutto il frontale dell'auto, e in minore misura la parte posteriore.
Il motore è passato da 2.0 litri di cilindrata del vecchio modello ai 2.5 litri del nuovo modello.
Il motore della versione 2009, sempre boxer, fornisce 300 cavalli e una coppia motrice di 407 N m a 4000 giri.

## Motorizzazioni
| Modello   | Disponibilità | Motore  | Cilindrata (cm³) | Potenza         | Coppia Massima (Nm) | Emissioni CO2 (g/Km) | 0–100 km/h (secondi) | Velocità max (Km/h) | Consumo medio (Km/l) |
| --------- | ------------- | ------- | ---------------- | --------------- | ------------------- | -------------------- | -------------------- | ------------------- | -------------------- |
| 2.5 STI   | dal 2009      | Benzina | 2457             | 221 Kw (300 Cv) | 407                 | 243                  | 5.2                  | 250                 | 9.7                  |
| 2.5 STI-S | dal 2009      | Benzina | 2457             | 221 Kw (300 Cv) | 407                 | 243                  | 5.2                  | 255                 | 9.5                  |